# Галстян, Вруйр Езекиелович
Вруйр Езекиелович Галстян (арм. Վրույր Եզեկիելի Գալստյան, 3 марта 1924, Ереван, Армянская ССР — 10 июля 1996, Ереван, Республика Армения) — армянский художник.

## Биография
Вруйр Галстян родился 1924 году в Ереване. В 1958 году окончил Ереванское художественное училище им. Ф. Терлемезяна. С 1959-1964 годах учился в Ереванском художественно-театральном институте. С 1962 года участвовал в республиканских, всесоюзных и международных выставках. С 1968 года член Союза художников СССР. В 1983 году открылась первая персональная выставка художника в Ереване.
Работы Вруйра Галстяна находятся в Музее современного искусства (Ереван), Национальной галерее Армении, Государственной Третьяковской галерее (Москва), Музее искусства народов Востока (Москва), а также в многочисленных частных коллекциях. Работы Галстяна также выставлялись в Лондонском аукционном доме Сотбис.
Вруйр Галстян скончался 10 июля, 1996 года в Ереване. После смерти художника, в 2004 году открылась выставка посвященная 80-летию художника. В 2006 году был издан альбом «Вруйр», под редакцией  Генриха Игитяна.
В 2008 году был издан второй альбом художника «Вруйр Галстян», составленный искусствоведом Элен Гайфеджян.
Великий Мартирос Сарьян отозвался о Вруйре, как о „явлении, достойном особого внимания“.

## Галерея

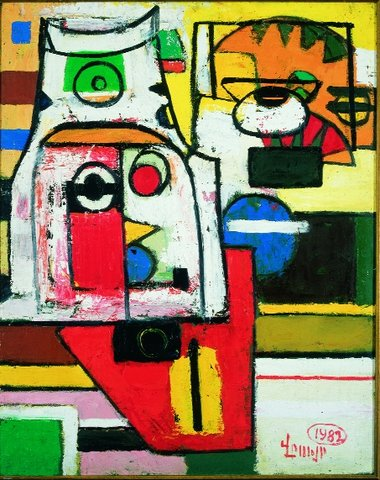
«Из цикла "Раздумье", #22» 1982
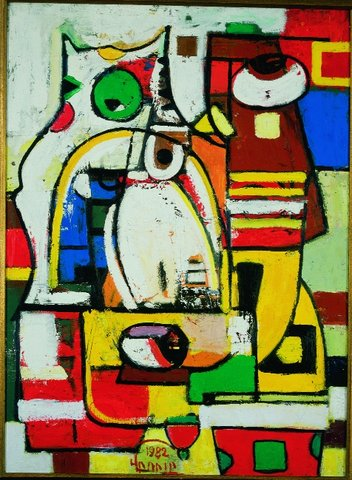
«Из цикла "Раздумье", #23» 1982
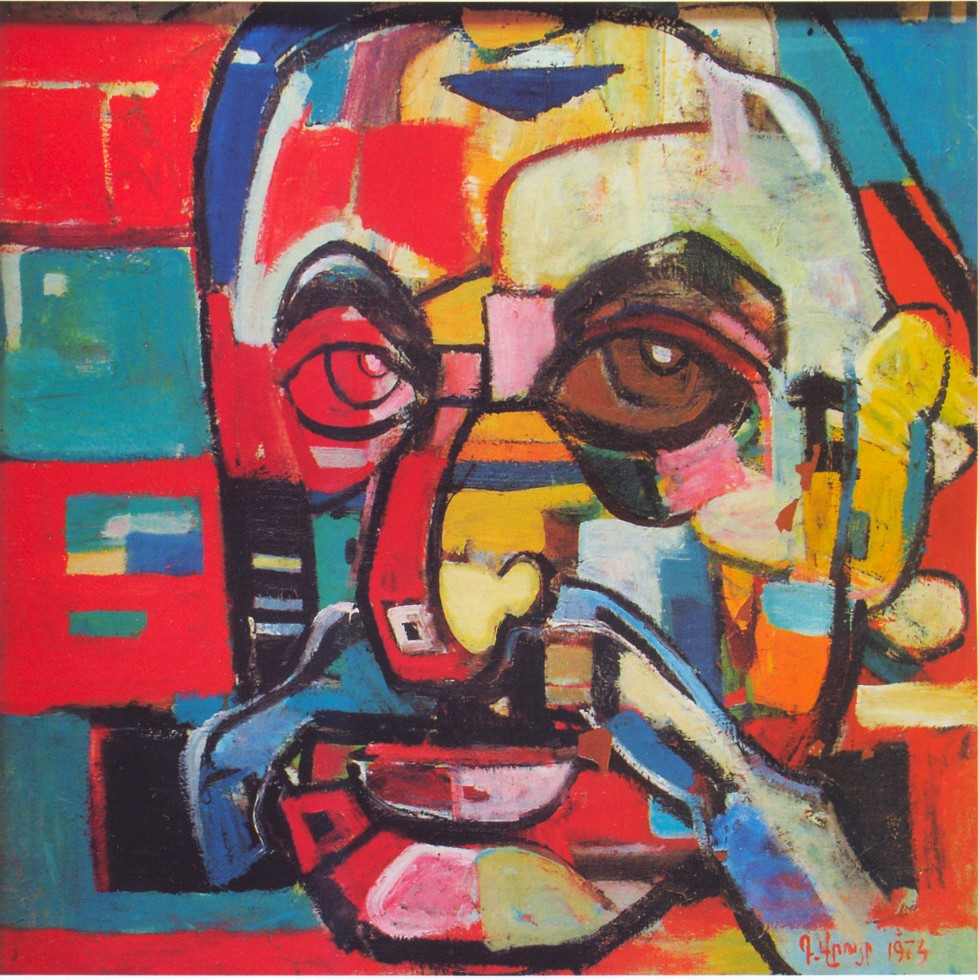
«Серо Ханзадян» 1974
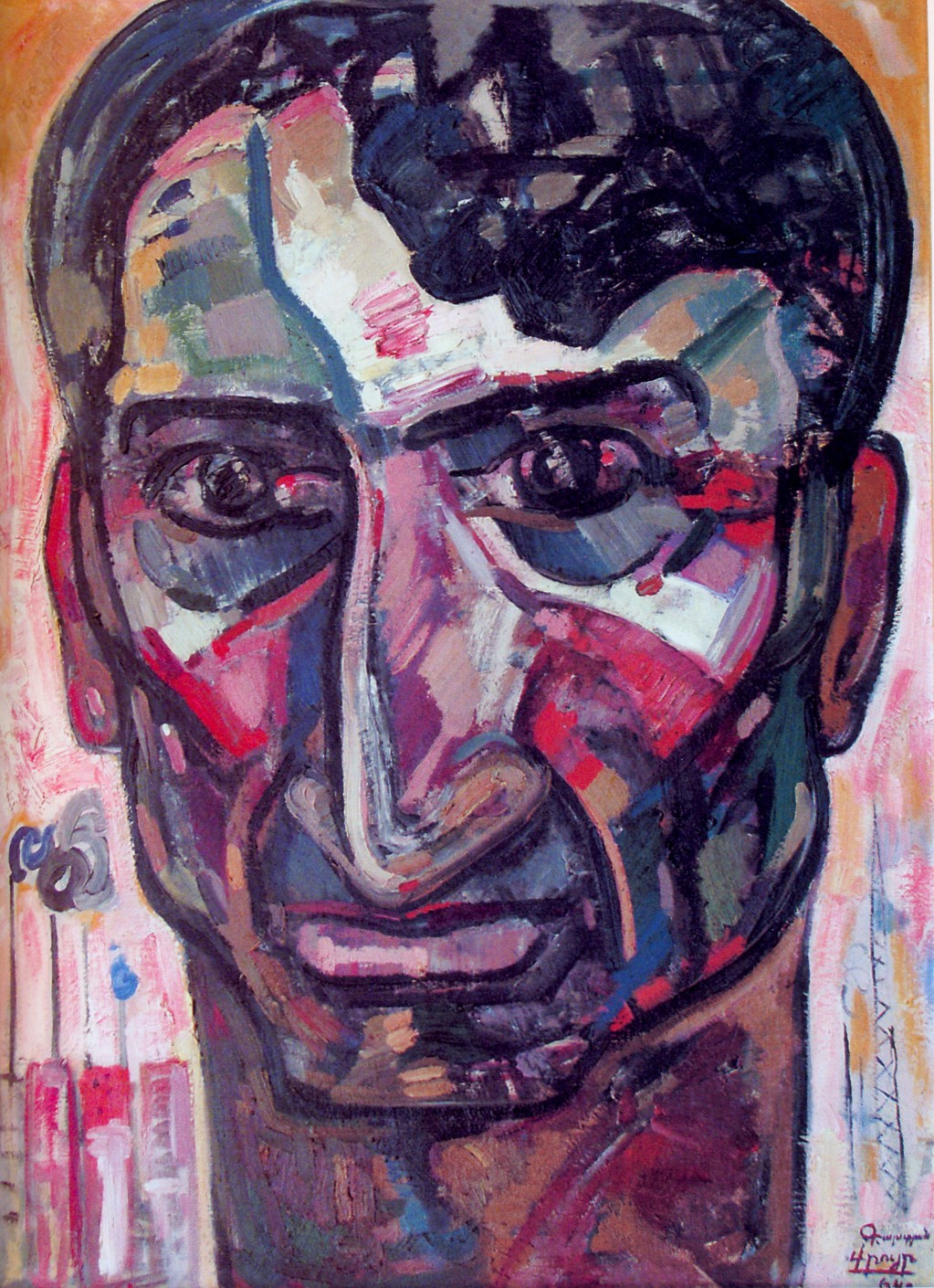
«Егише Чаренц» 1964
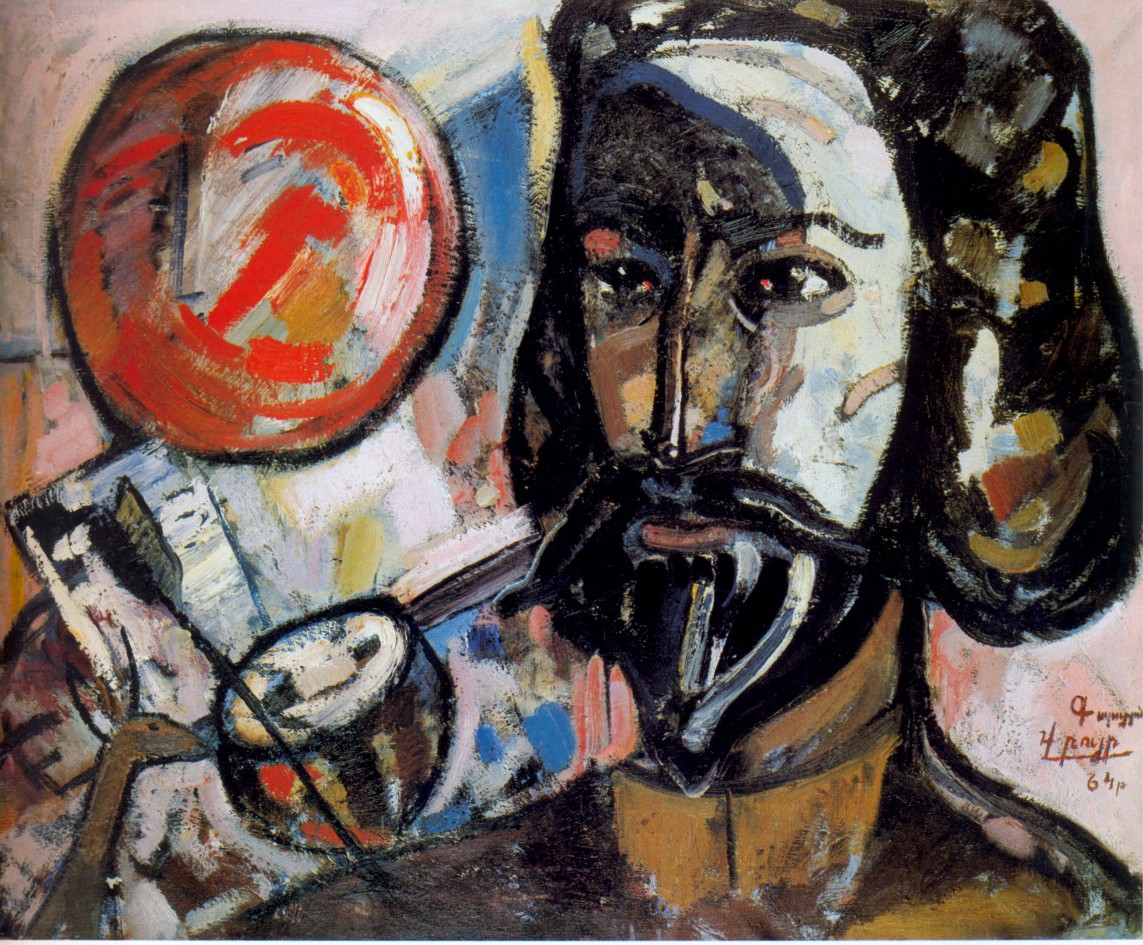
«Саят-Нова» 1964
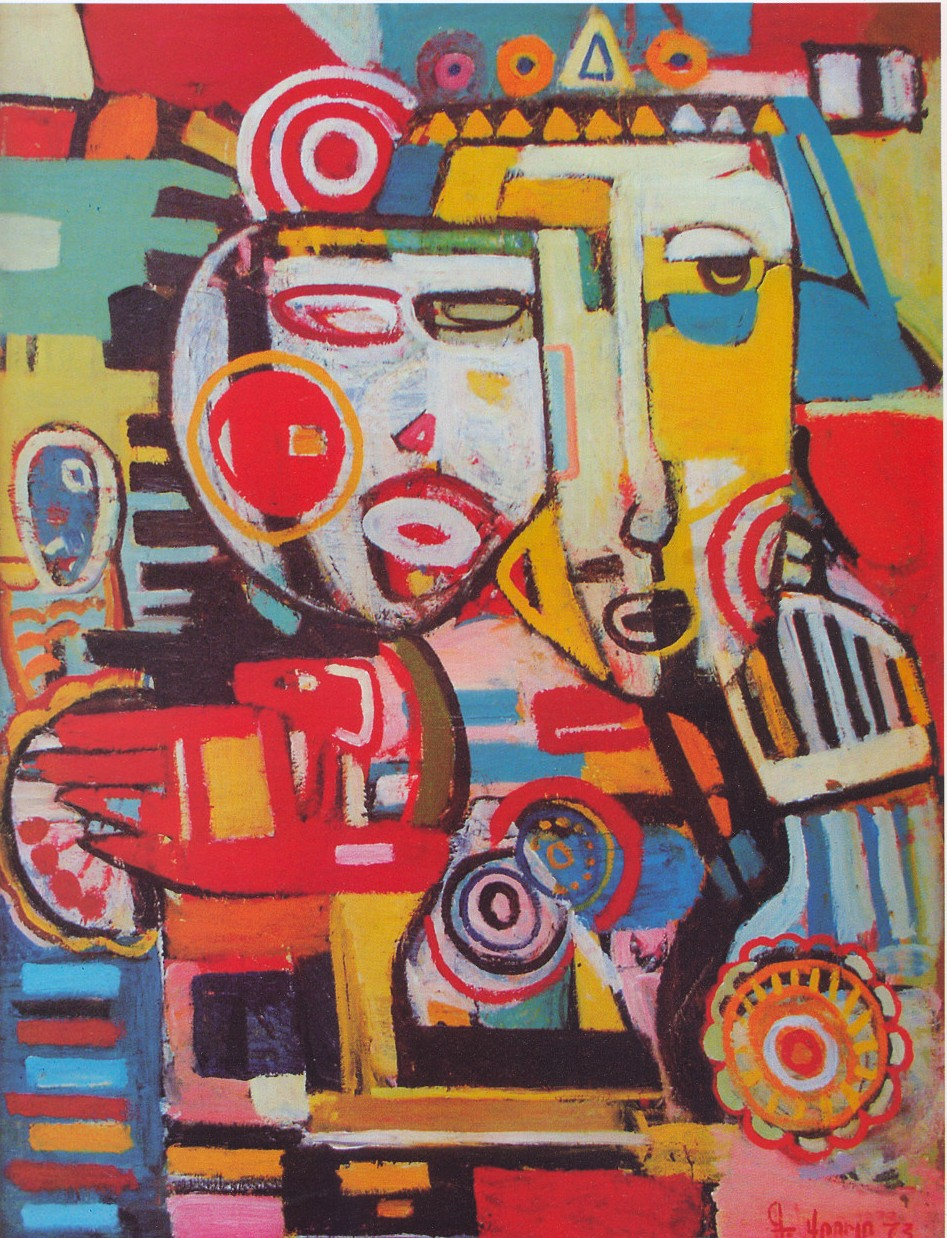
«В твоем сне» 1973

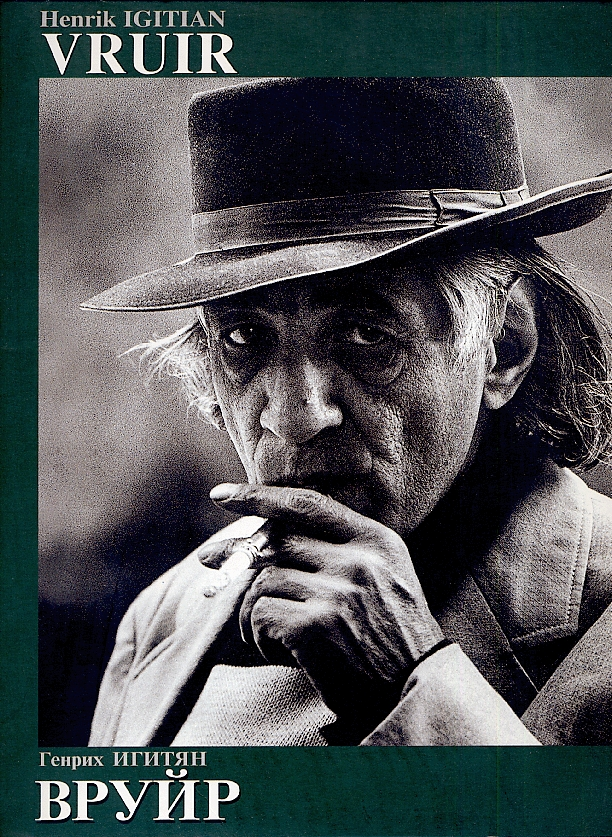
Обложка альбома «Вруйр» (Генрих Игитян)

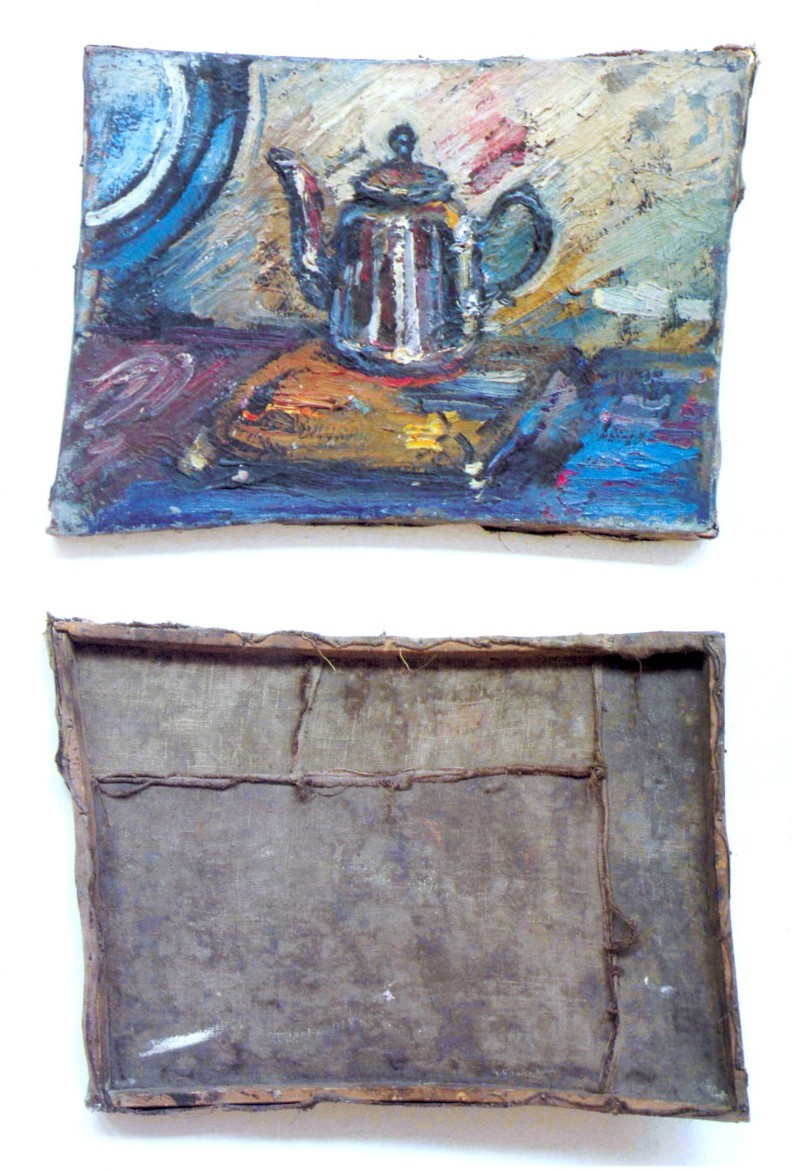
«Натюрморт с чайником» 1964